# 麗娃·阿羅拉
麗娃·阿羅拉（印地語：रीवा अरोड़ा，2010年2月1日—），印度兒童女演員。

## 生平
她於2010年2月1日出生於新德里並於那裡成長。2011年，第一次在寶萊塢出演蘭比爾·卡普爾的電影《搖滾明星》時，她才1歲半。她還出演了許多其他著名的寶萊塢電影，其中包括《克什米爾：英勇行動》、《岡揚·薩克塞納：卡吉爾女孩》（Gunjan Saxena: The Kargil Girl）和《Section 375》等電影。

## 外部連結
- 麗娃·阿羅拉在互联网电影资料库（IMDb）上的資料（英文）